# Právo a bezpečnost
Právo a bezpečnost je vědecký a odborný recenzovaný časopis. Vydává se v Brně, od roku 2017 vychází 3x ročně, v letech 2014-16 vycházel 2x ročně. Vznikl roku 2014 přeměnou časopisu Periodica Academica. Časopis vydává od čísla 2/2019  AMBIS vysoká škola, v letech 2014-19 jej vydávala Vysoká škola Karla Engliše. Vydávání časopisu řídí redakční rada, ISSN 2336-5323. Registrován je Ministerstvem kultury pod č. E 21228. Texty přebírá právnický informační systém ASPI nakladatelství Wolters Kluwer.

## Členové redakční rady
- doc. JUDr. Zdeněk Koudelka, Ph.D.: předseda, AMBIS vysoká škola, Praha, od 2014
- prof. Vladimír Belych, DrSc.: Uralská státní univerzita, Právnická fakulta, Jekatěrinburg, Ruská federace, od 2014
- doc. Akos Cserny, Ph.D.: Univerzita tělesné výchovy, Budapešť, Maďarsko, od 2020
- prof. JUDr. Jozef Čentéš, Ph.D.: Generální prokuratura Slovenské republiky, Univerzita Komenského v Bratislavě, Slovensko
- PhDr. Alois Daněk, Ph.D.: AMBIS vysoká škola, Praha, od 2025
- doc. Ing. Jaroslav Dočkal, CSc.: Střední škola informatiky, poštovnictví a bankovnictví, Brno, od 2014
- JUDr. Ing. Zdeněk Dufek, Ph.D.: Fakulta stavební Vysokého učení technického, Brno, od 2016
- prof. Ivan Halász, Ph.D.: Maďarská akademie věd, Ústav práva, Národní univerzita veřejné služby, Budapešť, Maďarsko, od 2014
- JUDr. Milan Hodás, PhD.: Ministerstvo spravedlnosti Slovenské republiky, Univerzita Komenského v Bratislavě, Slovensko, od 2017
- Ing. Radoslav Ivančík, PhD.: Akademie Policejního sboru v Bratislavě, Slovensko, od 2019
- doc. JUDr. Ing. Radek Jurčík, Ph.D.: Mendelova univerzita, Brno, od 2016
- doc. Ing. Ludvík Juříček, Ph.D., Vysoká škola DTI, Dubnica nad Váhom: 2014, od 2017
- Mgr. Pavel Kandalec, Ph.D.: Právnická fakulta Masarykovy univerzity, Brno, od 2014
- JUDr. Petr Kolman, Ph.D.: AMBIS vysoká škola, Praha, od 2014
- doc. JUDr. Jan Kolouch, Ph.D.: AMBIS vysoká škola, Praha, od 2019
- prof. Dr. Antoni Olak: Vysoká škola veřejné a individuální bezpečnosti, Katovice, Polsko, od 2020
- prof. JUDr. Petr Průcha, Ph.D.: Právnická fakulta Masarykovy univerzity, Brno, od 2014
- doc. Ing. Milan Jan Půček, Ph.D.: AMBIS vysoká škola, Praha, od 2019
- JUDr. Mgr. Filip Rigel, Ph.D.: Filozofická fakulta Univerzity Hradec Králové, Brno, od 2014
- RSDr. Petr Rožňák, CSc.: AMBIS vysoká škola, Praha, od 2018
- Ing. Renata Skýpalová, Ph.D.: AMBIS vysoká škola, Praha, od 2022
- doc. JUDr. Jan Svatoň, CSc.: Právnická fakulta Masarykovy univerzity, Ústavní soud, Brno, od 2014
- doc. JUDr. PhDr. Ivo Svoboda, Ph.D.: AMBIS vysoká škola, Praha, od 2023
- prof. Dr. Boguslaw L. Ślusarcyk: Řešovská univerzita, Řešov, Polsko, od 2019
- Mgr. Irena Tušer, Ph.D.: AMBIS vysoká škola, Praha, od 2020
- JUDr. Renata Vesecká, Ph.D.: Vysoká škola finanční a správní, Praha, od 2014

## Bývalí členové
- Mgr. Ing. Jan Demela: Nejvyšší soud, Brno: 2014-19
- doc. Ing. Rudolf Horák, CSc.: Vysoká škola Karla Engliše, Brno: 2014-17
- JUDr. Jakub Chromý, Ph.D.: Nejvyšší státní zastupitelství, Brno, 2014-19
- JUDr. Alena Kandalcová, Pd.D.: Ústavní soud, Brno, 2016-22
- prof. JUDr. Karel Marek, CSc.: Akademie Sting, Brno, 2016-18
- Mgr. Barbora Novotná-Březovská, Ph.D.: Vysoká škola Karla Engliše, Brno: 2014-16